# Allocation de soutien familial
Pour les articles homonymes, voir ASF.
L'allocation de soutien familial (ASF) est une prestation sociale française versée par les caisses d'allocations familiales ou les mutualités sociales agricoles, créée par la loi no 84-1171 du 22 décembre 1984 en remplacement de l'allocation d'orphelin qui datait de 1970. Elle est versée, sous certaines conditions, à la personne qui assume la charge d'un enfant privé de l'aide d'au moins l'un de ses parents. Elle peut être versée à titre non recouvrable (décès du ou des parents, absence d'un ou des deux liens de filiation) ou à titre récupérable auprès du ou des parents légaux qui n'assurent pas leur obligation alimentaire fixée par décision de justice exécutoire. L'innovation de la loi consiste à faire intervenir les organismes débiteurs de prestations dans le recouvrement des créances alimentaires impayées.
En 2010, les Caf ont versé de l'allocation de soutien familial à 732 300 bénéficiaires pour un montant de 1,253 milliard d'euros.

## Conditions d'attribution

### Conditions relatives à l'enfant
L'ASF est versée en faveur :
- de l'enfant orphelin de père, ou de mère, ou de ses deux parents ;
- de l'enfant dont la filiation n'est établie qu'à l'égard de l'un de ses parents, ou dont la filiation n'est pas établie ;
- de l'enfant dont le parent se soustrait à son obligation alimentaire ou se trouve hors d'état d'y faire face (insolvabilité)[5].

On distingue l'ASF « recouvrable » (ou récupérable) et l'ASF « non recouvrable » (ou non récupérable) selon que l'obligation alimentaire est ou non fixée par une décision de justice exécutoire. L'ASF recouvrable est versée à titre d'avance sur la pension alimentaire fixée et elle est récupérée par les organismes qui la versent auprès du ou des parents défaillants par recouvrement amiable ou forcé.

### Conditions relatives au bénéficiaire
Le bénéficiaire de la prestation est la personne physique qui assume la charge de l'enfant. Si cette personne est l'un des parents de l'enfant, elle doit vivre seule (ni mariée, ni pacsée ni en union libre).

### Autres conditions
Aucune condition de ressources n'est à remplir.
Dans le cas d'un enfant dont le parent se soustrait à son obligation alimentaire, l'ASF est versée pour quatre mensualités. À partir du cinquième mois, elle devient subsidiaire, c'est-à-dire que le versement se poursuit si et seulement si la personne assumant la charge de l'enfant a engagé une procédure en justice afin de demander la fixation d'une pension alimentaire. En cas d'abandon de la procédure, l'ASF n'est plus due, mais peut être à nouveau versée à partir du mois civil qui suit celui où la procédure est reprise. Une fois la pension fixée par décision de justice  exécutoire, l'ASF est versée à titre d'avance sur la pension (elle n'est due que si la pension est impayée, au moins partiellement) et elle devient alors récupérable auprès du débiteur de la pension. Dès que la pension est payée, (totalement ou à un montant supérieur à l'ASF elle-même) l'ASF n'est plus due.

## Dates d'effet du droit

### Début
Comme la plupart des prestations familiales, l'ASF suit en principe les règles générales d'ouverture du droit : prescription biennale, versement à terme échu, droit ouvert le premier jour du mois civil qui suit celui où toutes les conditions d'attribution sont réunies. Il en résulte que le droit s'ouvre :
- pour l'enfant orphelin de ses deux parents ou orphelin d'un parent et dont la filiation n'est pas établie vis-à-vis de l'autre, le mois civil qui suit celui du recueil de l'enfant par le tiers qui en assume la charge ;
- pour l'enfant à la charge d'un seul parent, le mois civil qui suit celui au cours duquel la condition d'isolement devient remplie ;
- pour l'enfant orphelin d'un parent, le mois qui suit le décès du père ou de la mère ou le mois qui suit la naissance de l'enfant si celle-ci est postérieure au décès ;
- pour l'enfant dont la filiation est établie à l'égard d'un seul parent, le mois civil qui suit celui de l'établissement de cette filiation ;
- pour l'enfant dont un parent est hors d'état de faire face à son obligation alimentaire, le mois civil qui suit celui de l'insolvabilité ;
- pour l'enfant dont l'un des parents se soustrait à son obligation alimentaire, plusieurs cas peuvent se présenter :
  - l'obligation alimentaire n'est pas fixée par décision de justice mais résulte du seul code civil. Le droit à l'ASF non recouvrable est ouvert à partir du mois civil de la demande ou du mois civil qui suit la demande (selon la date à laquelle les autres conditions sont remplies, notamment la charge et l'isolement) et pour quatre mensualités uniquement. Ce n'est que si une procédure en fixation de l'obligation alimentaire est engagée avant le terme des quatre mois que le droit à l'ASF non recouvrable peut se prolonger au-delà et être ouvert antérieurement au mois de la demande, à titre rétroactif, à compter du mois civil suivant celui où les autres conditions sont remplies et dans la limite de la prescription biennale. L'ASF non récupérable devient recouvrable à partir du mois où elle est fixée par décision de justice si la pension est impayée,
  - l'obligation alimentaire est fixée par décision de justice et n'est plus remplie (pension alimentaire impayée). Le droit à l'ASF recouvrable est ouvert à partir du mois civil qui suit le premier mois impayé sous réserve que ce second mois soit aussi impayé. Sinon, le droit est ouvert à partir du second mois civil impayé qui suit (exemples : Pension alimentaire impayée en janvier et février, droit à l'ASF à partir de février. Pension alimentaire impayée en janvier, payée en février et mars, impayée en avril, droit à l'ASF à partir d'avril).

La seule exception au principe de l'ouverture du droit le mois civil suivant celui au cours duquel toutes les conditions d'ouverture sont réunies est le cas où un jugement accueille une action en contestation de la filiation. Dans cette hypothèse, la loi indique que le droit à l'ASF s'ouvre à partir du mois civil suivant celui où l'action en justice a été engagée (bien que dans ce cas, la filiation est réputée n'avoir jamais été établie, même antérieurement à l'action en justice).

### Fin
Le droit à l'ASF s'éteint en général le premier jour du mois civil au cours duquel l'une des conditions cesse d'être remplie, à savoir :
- le mois civil au cours duquel l'enfant n'est plus considéré comme à la charge effective et permanente du bénéficiaire (départ du foyer, mois des vingt ans, salaire supérieur à 55 % du SMIC…), sauf décès de l'enfant (mois civil suivant celui du décès) ;
- le mois civil au cours duquel le parent bénéficiaire se marie ou ne vit plus seul[9] ;
- le mois civil au cours duquel l'obligation alimentaire est à nouveau remplie ;
- le mois civil au cours duquel est rendu un jugement d'adoption créant un lien de filiation entre le bénéficiaire et l'enfant dont il assume la charge.

Exception : en cas d'établissement de la filiation d'un enfant qui ne disposait auparavant que d'un lien ou d'aucun lien de filiation (reconnaissance spontanée ou filiation établie par jugement), le bénéficiaire dispose de quatre mois pour engager une action en fixation de pension alimentaire pendant lesquels l'ASF non recouvrable est maintenue. À l'issue de ces quatre mois, le droit à l'ASF s'éteint si aucune action n'a été engagée, mais se poursuit jusqu'au jugement, et éventuellement au-delà, dans le cas contraire.

## Montants
Les montants de l'ASF sont fixés à 22,5 % de la base mensuelle de calcul des allocations familiales pour l'enfant privé de l'un de ses parents et à 30 % de cette même base pour l'enfant privé de ses deux parents.
Au 1er janvier 2012, elle s'élève donc à 89,34 € pour un enfant privé de l'un de ses parents et à 119,11 € si l'enfant est privé de ses deux parents, après déduction de la contribution pour le remboursement de la dette sociale,.
Toutefois, dans le cas où l'ASF est versée à titre d'avance sur pension, elle peut être inférieure à ces montants si la pension est versée partiellement :
seule est due la différence entre le montant de l'ASF à taux plein et le montant de la pension versée si la pension est supérieure à l'ASF, ou entre le montant de la pension due et le montant réglé si la pension est inférieure à l'ASF. Par exemple, pour une pension fixée à 100 € par mois pour un enfant, si le débiteur verse 40 €, l'ASF due sera de 88,88 - 40 = 48,88 € (avant CRDS, soit 48,64 € après CRDS). Pour une pension fixée à 60 € avec un montant payé de 40 €, l'ASF sera de 60 - 40 = 20 € (19,90 € après CRDS).
En juin 2013, le gouvernement a annoncé qu'une augmentation progressive de 25 % du montant de l'ASF sera effectuée de 2014 à 2018. Pour 2016, le montant est de 104,75 € par enfant et par mois s'il est privé de l'un de ses parents et de 139,58 € en cas de privation de ses 2 parents (montant en vigueur jusqu'au 31 mars 2017).

## Conséquences juridiques d'une demande d'allocation de soutien familial
Lorsqu'un parent se soustrait à son obligation alimentaire, la demande d'allocation de soutien familial vaut subrogation pour le montant de l'ASF et  mandat pour l'éventuel surplus des termes échus de la pension ainsi que pour les échéances à venir. Le créancier peut à tout moment révoquer ce mandat en renonçant au bénéfice de l'ASF, l'organisme ayant versé la prestation restant subrogé pour l'ASF non encore recouvrée. Cependant, si le créancier est bénéficiaire du revenu de solidarité active, sa renonciation peut entraîner, sur avis du président du conseil général, une fin de droit au RSA ou l'application d'une sanction financière sur le montant du RSA.
La subrogation et le mandat permettent aux organismes versant l'ASF d'engager des procédures d'exécution (saisie, paiement direct) afin d'obtenir le paiement de la créance. Ces organismes ont toutefois l'obligation de tenter un recouvrement amiable en premier lieu. Des frais de gestion de 7,5 à 10 %, à la charge du débiteur, leur sont octroyés, sauf dans le cadre d'un recouvrement public où les frais de 10 % sont dus au Trésor public français.